# Sarstedt
Sarstedt è una città di 18.591 abitanti della Bassa Sassonia, in Germania.
Appartiene al circondario (Landkreis) di Hildesheim (targa HI).

## Geografia antropica

### Suddivisioni amministrative
Oltre al capoluogo (Sarstedt), il territorio comunale comprende le frazioni di Giften, Gödringen, Heisede, Hotteln, Ruthe e Schliekum.